# Avast Antivirus
Avast Antivirus là tên một phần mềm diệt virus miễn phí, được phát triển bởi hãng phần mềm Avast Software ở Praha, Cộng hoà Séc. Đây là một trong những phần mềm diệt virus tốt nhất thế giới. Chương trình được phát hành lần đầu tiên vào năm 1988.

## Giới thiệu
Avast là một chương trình máy tính chống virus dành cho Microsoft Windows (từ Windows 7 trở đi), Mac OS X (từ El Capitan trở đi) và Linux, với một giao diện người dùng có sẵn trong 45 ngôn ngữ. Tên Avast có nguồn gốc từ "Anti-virus - Advanced Setting", một chương trình làm việc của người sáng lập của công ty, với khả năng chống virus vô cùng tuyệt vời.
Công ty phát triển phần mềm Avast Antivirus, Avast Software (trước đây gọi là ALWIL Software), có trụ sở tại Prague, Cộng hòa Séc, có văn phòng tại Linz (Áo), Friedrichshafen (Đức), Redwood (California), Moskva (Nga),...
Avast cạnh tranh trong ngành công nghiệp phần mềm diệt virus cùng với Avira, F-Secure, Kaspersky, McAfee, Panda Security, Sophos, Bitdefender,...
Phần mềm này đã nhận được giải thưởng từ Virus Bulletin vì đã phát hiện gần 100% các loại virus, và cũng giành được giải thưởng phần mềm giúp máy tính an toàn.
Tính đến năm 2017, Avast là nhà cung cấp phần mềm chống virus phổ biến nhất trên thị trường và có thị phần lớn nhất trên thị trường ứng dụng chống virus.
Avast có các sản phẩm như: Avast Free Antivirus, Avast Internet Security, Avast Professional Edition, Avast Pro Antivirus, Avast Windows Home Server Edition, Avast Free Mobile Security, Avast File Server Security, Avast Business Protection, Avast Email Server Security, Avast Business Protection Plus,...

## Chức năng
Các sản phẩm Avast dùng cho gia đình thường có các chức năng bảo vệ như: diệt virus, mã độc, chương trình nguy hiểm.
Avast Internet Security còn có các lá chắn thời gian thực như: "lá chắn thư, lá chắn web, lá chắn P2P, lá chắn tệp tin...", tường lửa ngăn chặn các phần mềm ác ý xâm nhập trái phép máy tính, hộp cát, chống thư rác, ngăn chặn mất mát dữ liệu, vùng an toàn, chăm sóc phần mềm giúp vá lỗ hổng cho phần mềm, trình duyệt, đĩa cứu hộ,...thường các sản phẩm có phí của Avast sẽ có các chức năng nhiều hơn các bản miễn phí.
- Lõi Antivirus dựa trên chứng nhận công cụ chống virus.
- Chức năng bảo vệ bao gồm các mô-đun cá nhân hoặc "lá chắn", một hoặc nhiều trong số đó có thể được cấu hình riêng lẻ hoặc vô hiệu hóa:
  - File System Shield - bảo vệ thời gian thực chống lại virus và các mối đe dọa phần mềm độc hại khác. Quét các tập tin khi họ chạy trên máy tính của bạn để ngăn chặn virus.
  - Mail Shield - quét thư điện tử và file đính kèm trong e-mail.
  - Web Shield - bảo vệ khỏi virus khi duyệt web. Phiên bản 4.8 cũng cho phép chặn các URL. Quét URL để phát hiện virus và hủy bỏ kết nối đên trang web nếu tìm thấy virus.
  - P2P Shield - Quét tập tin P2P từ các chương trình.
  - IM Shield - Bảo vệ tin nhắn. (Quét các tập tin chuyển qua các ứng dụng tin nhắn)
  - Script Shield - Quét các trang web đẻ tìm các script độc hại, và vô hiệu hóa chúng lây nhiễm máy tính của bạn.
  - Network Shield - Bảo vệ mạng chống lại mã độc.
  - Behavior Shield - Báo cáo hành vi đáng ngờ bằng cách phân tích hành vi của phần mềm.
- Chống phần mềm có khả năng là spyware.
- Chống tệp tin có khả năng là rootkit (Cung cấp bởi GMER).
- Tự bảo vệ - Ngăn chặn phần mềm độc hại chấm dứt quy trình Avast và gây tổn hại đến tập tin của Avast.
- Tự động cập nhật - thông tin cập nhật của phần mềm và cơ sở dữ liệu virus được sử dụng để xác định các mối đe dọa tiềm năng - được cập nhật thường xuyên và tự động.
- Báo động âm thanh - phát ra âm thanh và thông báo như "mối đe dọa đã được phát hiện!" và "cơ sở dữ liệu virus đã được cập nhật."
- Quét lúc khởi động - Người dùng có thể sắp xếp thời gian quét các tập tin trong quá trình khởi động máy tính.
- Virus Chest - kho lưu trữ virus, nơi các virus đã phát hiện được lưu giữ..
- WebRep plugin trình duyệt.
- Báo động người dùng - báo cho người dùng nếu thông tin tín dụng bị giả mạo (chỉ áp dụng cho khu vực Mỹ)
- AVAST Cloud - Avast 7 giới thiệu bản cập nhật trực tuyến từ các đám mây.
- FileRep - Tính năng cho phép xác định mối đe dọa nhanh hơn bằng cách phân loại các tập tin nguy hiểm tiềm tàng từ các tập tin an toàn được biết đến.
- Hỗ trợ từ xa - Một người dùng có thể kết nối với máy tính của một người khác, cho phép giúp đỡ bạn khi gặp vấn đề về máy tính.

## Phiên bản
Phiên bản ổn định mới nhất là 22.3.6008 trên Windows, phát hành trên toàn thế giới vào ngày 5 tháng 4 năm 2022. Ngoài giải pháp bảo mật cấp doanh nghiệp, Avast bao gồm các sản phẩm:
- Avast Free Antivirus - phần mềm miễn phí cho cá nhân, chỉ sử dụng phi thương mại
- Avast Internet Security - phần mềm chia sẻ cho người dùng cá nhân và thương mại
- Avast Premium Security (trước đây là Premier) - phần mềm chia sẻ cho người dùng cá nhân và thương mại

## Giải thưởng và Chứng nhận

### Trước 2013
- Năm 2006, Avast Antivirus giành độc giả Tạp chí SC của giải thưởng ủy thác chống virus tốt nhất.
- Năm 2010, Avast là phần mềm được tải về nhiều nhất thứ hai trên CNET Downloads.
- Năm 2010, Brothersoft.com nêu tên Avast Free Antivirus trong top 10 "lựa chọn của biên tập viên".
- Tháng 4 năm 2010, Avast Server Edition đã giành giải thưởng Sự lựa chọn của độc giả từ WindowSecurity.com.
- Tháng 4 năm 2011, TechDeville.com trao giải thưởng "Antivirus tốt nhất năm 2011" cho Avast
- Tháng 7 năm 2011, Filecluster.com đánh giá Avast danh hiệu "Excellent" với đánh giá 5 sao.
- Tháng 3 năm 2012, CNET Download.com đã trao giải thưởng biên tập tháng đó của mình cho Avast
- Tháng 7 năm 2012, AV-Test.org xem xét và xác nhận Avast Free Antivirus 7.0 cho Windows 7 (SP1, 64 bit).
- Tháng 3 năm 2013, AV-Test.org xem xét và xác nhận Avast Free Antivirus 7.0 cho Windows 8 (RTM, 64 bit).
- Tháng 11 năm 2013, AVAST Software đã được chọn là nhà tuyển dụng tốt nhất của năm 2013, trong danh mục của công ty có quy mô lớn.

Softpedia.com đã xem xét Avast và đưa ra đánh giá 5 sao "Excellent" cho:
- Avast Home Edition (tháng 4 năm 2006)
- Avast Free Antivirus 6.0 (tháng 2 năm 2011)
- Avast Free Antivirus 7.0 (tháng 3 năm 2012)

Thử nghiệm độc lập của AV-Comparatives nhiều lần trao cho Avast đánh giá tốt cho các chuyên mục:
- Kiểm tra hiệu suất (tháng 10 năm 2008)
- Theo yêu cầu phát hiện thử nghiệm (tháng 8 năm 2009)
- Hồi / chủ động thử nghiệm (2009)
- Thực hiện kiểm tra (tháng 12 năm 2009)
- Phát hiện theo yêu cầu kiểm tra (tháng 2 năm 2010)
- Thực hiện kiểm tra (Suite sản phẩm) (tháng 7 năm 2010)
- Phát hiện theo yêu cầu kiểm tra (tháng 8 năm 2010)
- Theo yêu cầu phát hiện thử nghiệm (tháng 8 năm 2011)
- Theo yêu cầu phát hiện Test (Tháng 3 năm 2012)

### Sau 2013[11]

#### 2014
- AV-Comparatives: Chứng nhận Advanced+ Kiểm tra hiệu suất PC (Performance Test AV Products)[12]
- Virus Bulletin: Chứng nhận VB100[13]
- AV-TEST: Chứng nhận AV-TEST[14]

#### 2015
- AV-TEST: Chứng nhận AV-TEST[15]
- Privacy PC: Bình chọn của Biên tập viên và đạt 3,9 sao[16]
- Virus Bulletin: Chứng nhận VB100[13]
- AV-Comparatives: 
  - Giải Bạc Loại bỏ phần mềm độc hại (Malware Removal)[17];
  - Giải Vàng Tốc độ tổng thể tốt nhất (Best Overall Speed 2015)[17];
  - Sản phẩm được đánh giá tốt nhất (Top Rated)[17]

#### 2016
- Virus Bulletin: Chứng nhận VB100[13]
- Top Ten Reviews: Đạt 9,3/10 sao Xếp hạng tổng thể (Overall Rating)[18]
- AV-TEST: Chứng nhận AV-TEST[19]
- AV-Comparatives: 
  - Chứng nhận Advanced+ Kiểm tra hiệu suất PC (Performance Test AV Products)[20];
  - Advanced+ Kiểm tra khả năng bảo vệ thực tế (Real World Protection Test)[20]

#### 2017
- Virus Bulletin: Chứng nhận VB100[13]
- Download.com: 
  - Đạt 4,5/5 sao Đánh giá của người dùng;
  - Chứng nhận Xuất sắc theo Xếp hạng của người dùng[21]
- AV-Comparatives: Giải Vàng Tốc độ tổng thể tốt nhất (Best Overall Speed 2016)[22]
- Softpedia: Chứng nhận Xuất sắc do Xếp hạng của biên tập viên[23]
- AV-Comparatives: Chứng nhận Advanced+ Kiểm tra hiệu suất PC (Performance Test AV Products)[24]

#### 2018
- AV-Comparatives: 
  - Chứng nhận Advanced+ Kiểm tra khả năng bảo vệ thực tế (Real-World Protection Test)[25];
  - Sản phẩm của năm (Product of the Year)[26]
- Virus Bulletin: Chứng nhận VB100[13]
- AV-TEST: Chứng nhận AV-TEST dành cho Windows 10; Sản phẩm hàng đầu dành cho Windows[27]

#### 2019
- Virus Bulletin: Chứng nhận VB100[13]
- CyberSecurity Breakthrough Awards: Sản phẩm chống virus dành cho người tiêu dùng của năm[28]
- AV-TEST: 
  - Sản phẩm hàng đầu dành cho Windows[29];
  - Đạt chứng nhận trên MacOS[30]
- AV-Comparatives: Sản phẩm được đánh giá tốt nhất (Top Rated)[31]

#### 2020
- Virus Bulletin: Chứng nhận VB100[13]
- AV-Comparatives: 
  - Chứng nhận Advanced+ Kiểm tra khả năng bảo vệ thực tế (Real-World Protection Test)[32];
  - Chứng nhận bảo vệ trên MacOS[33]
- SE Labs: Chống phần mềm độc hại (Malware) tại nhà[34]
- AV-TEST: Chứng nhận Bảo vệ người dùng tại nhà[35]

#### 2021
- AV-Comparatives: 
  - Chứng nhận Advanced+ Kiểm tra hiệu suất PC (Performance Test AV Products)[36][37];
  - Chứng nhận chống Phần mềm giả mạo (Anti-Phishing Test)[38];
  - Chứng nhận Advanced+ Khả năng bảo vệ trước Phần mềm ác ý (Malware Protection)[39];
  - Chứng nhận Advanced+ Khả năng bảo vệ Thực tế (Real-World Protection Test)[40];
  - Chứng nhận sản phẩm bảo mật Vượt trội[41];
  - Giải Vàng Nâng cao kiểm tra khả năng bảo vệ khỏi mối đe dọa[41]
- AV-TEST: Chứng nhận Bảo vệ người dùng tại nhà[42]
- Virus Bulletin: Chứng nhận VB100[13]
- SE Labs: Chống phần mềm độc hại (Malware) tại nhà[43]

## Lịch sử
Lịch sử phần mềm Avast theo thời gian:
- 1988 - Pavel Baudiš, một nhà nghiên cứu tại Viện Nghiên cứu Khoa học máy tính Prague, đã gặp phải mẫu virus Vienna và do bị hấp dẫn bởi nó, ông đã viết một chương trình có thể loại bỏ virus Vienna. Sau đó ông đã cho đồng nghiệp Eduard Kucera xem, và cùng nhau, họ bắt đầu công ty ALWIL Software, và phát hành phiên bản Avast đầu tiên. Do luật pháp, tại thời điểm đó họ đã không thể tạo một công ty.
- 1991 - Pavel Baudiš và Eduard Kucera đã thoát khỏi các khó khăn từ chế độ cũ để thành lập công ty ALWIL Software.
- 1995 -  Ondrej Vlček (hiện tại là CTO của Avast Software) tham gia ALWIL Software trong khi hoàn thành chương trình đại học. Ông đã viết ra chương trình chống virus đầu tiên cho Windows 95.
- 1996 - Avast Antivirus là một trong ba chương trình chống virus đầu tiên trên thế giới giành chiến thắng giải thưởng VB100 của Virus Bulletin trong tất cả các thử nghiệm.
- 1997 - ALWIL Software cung cấp Avast Antivirus cho McAfee, trong đó có một dòng riêng ghi chữ "Powered by Avast Engine" in trên hộp của sản phẩm McAfee VirusScan. Ngoài ra, ALWIL Software còn thuê chuyên gia hỗ trợ công nghệ đầu tiên của mình, Pavel Mourek.
- 2001 - Đồng sáng lập Eduard Kucera thực hiện một chiến lược phát triển cộng đồng người sử dụng dựa trên nguyên tắc rằng tất cả người dùng máy tính đáng được bảo vệ khỏi các mối nguy hại, và an toàn máy tính không phải là thứ không thể mua được. Do đó, vào ngày 1 tháng 6, ALWIL Software đưa ra một giải pháp chống virus miễn phí cho gia đình (phi thương mại). 6 tháng sau (tháng 1 năm 2002), Avast antivirus Home Edition được phát hành miễn phí.
- 2003 -Avast phát triển cơ sở người dùng tạo ra nhu cầu cung cấp các giải pháp trả tiền cho những tính năng hiệu quả hơn. ALWIL Software giới thiệu sản phẩm mới bao gồm Avast Antivirus & Recovery Tool CD và Avast 4 Home Edition miễn phí (dưới sự giám sát R & D của Ondrej Vlček).
- 2004 - Chỉ 30 tháng sau khi phát hành phiên bản Avast Free Antivirus, nó đã đạt đến một triệu người dùng. Con số này đã bắt đầu khẳng định được sự thành công và tầm nhìn của công ty. ALWIL cũng thành lập một kênh đại lý bán lẻ quốc tế cho các giải pháp bảo mật trả tiền. Công ty cũng giới thiệu sản phẩm mới bao gồm Avast Phiên bản Linux, Avast 4.5 Home Professional, Avast Network Manager, và Avast BART CD 2.0.
- 2005 - Như một cách để Avast tiếp cận người dùng mới tại một thời điểm khi internet không có sự thâm nhập cao như vậy, ALWIL đã bắt đầu hợp tác với SanDisk. Nhờ vào sự hợp tác này, Avast nội địa hóa ngôn ngữ cần thiết cho tất cả các thị trường SanDisk. Như vậy, ALWIL thuê những người đầu tiên thực hiện nội địa và hỗ trợ trong nhà, đó là bước đầu tiên hướng tới Avast hỗ trợ một loạt các ngôn ngữ. Giới thiệu sản phẩm mới bao gồm Avast U3 Edition (cho SanDisk) và Avast 4.6.
- 2006 - Cơ sở người dùng tăng gấp đôi, lần đầu tiên đạt đến 10 triệu USD và sau đó lên 20 triệu USD vào cuối năm, phần lớn do sự phát triển của các phiên bản ngôn ngữ và một số giải thưởng trong ngành về chất lượng. Avast đạt được giải thưởng SC Awards với danh mục Antivirus hay nhất, cũng như Anti-Malware (châu Âu) và lựa chọn của đoc giả (Hoa Kỳ). Giới thiệu sản phẩm mới bao gồm Avast Linux Home Edition.
- 2007 - Công ty đạt 40 triệu người sử dụng Avast và chỉ có 38 nhân viên. ALWIL Software chuyển đổi thành công ty cổ phần. Giới thiệu sản phẩm mới bao gồm Avast Mac Edition và Avast Windows Home Server Edition.
- 2008 - ALWIL đặt trọng tâm chính vào việc mua bán hàng và hỗ trợ nhóm đa quốc gia và địa phương hóa Avast Antivirus và Avast.com. Công ty đạt 50 triệu người dùng và 60 nhân viên. Giới thiệu sản phẩm mới Avast 4.8.
- 2009 - Để tăng cường đội ngũ, ALWIL thuê Vincent Steckler (trước đây làm việc cho Symantec) làm ở vị trí Giám đốc điều hành. Avast đã tăng giá trị từ 68 triệu lên đến hơn 100 triệu USD, và công ty đạt 100 nhân viên. Giới thiệu sản phẩm mới bao gồm dòng 5.0 của Avast Free Antivirus, Avast Pro Antivirus và Avast Internet Security.
- 2010 - Hội nghị thượng đỉnh đối tác có vốn đầu tư 100 triệu USD đã được đưa ra cho một phần cổ phần của công ty. Han Sikkens cho biết: "Rất hiếm để tìm thấy một công ty như ALWIL, công ty đã định nghĩa lại thế nào là một ngành công nghiệp không kinh doanh. Chúng tôi rất vui mừng về những triển vọng tăng trưởng của công ty này." Từ đó ALWIL Software đổi tên thành AVAST Software, để gắn kết chặt chẽ hơn giữa công ty và thương hiệu. Avast cũng đạt được 130 triệu người dùng. Giới thiệu sản phẩm mới bao gồm Avast 5,0 series, với một công cụ chống virus mới và một bức tường lửa và sandbox.
- 2011 - Giữa năm, Avast đã có hơn và hơn 165 triệu người sử dụng - chỉ với hơn 150 nhân viên. Giới thiệu sản phẩm mới bao gồm Avast Antivirus dành cho doanh nghiệp; Avast 6.0 series, với sáng kiến mới bao gồm: WebRep (một công cụ xếp hạng trang web), SafeZone ™ (tích hợp sẵn trong trình duyệt, an toàn với giao dịch trực tuyến nhạy cảm), và AutoSandbox (tính năng ảo hóa tự động đầu tiên cung cấp trong một phần mềm antivirus miễn phí).
- 2012 – Avast kết thúc năm 2012 với hơn 170 triệu máy tính, và các thiết bị Android sử dụng phần mềm, cùng hơn 200 nhân viên. Avast Mobile Security được đánh giá là ứng dụng bảo mật tốt nhất trên Google Play, và Avast Free Antivirus đã đạt được vị trí hàng đầu trên download.com. Giới thiệu sản phẩm mới bao gồm: Avast Free Antivirus cho Mac; Avast 7.0 series. Phát minh mới bao gồm hỗ trợ từ xa (nhận được sự giúp đỡ đến từ một người bạn) và FileRep.
- 2013 – Vào ngày kỷ niệm 25 năm hoạt đông của công ty, Avast Antivirus đã đạt được một kỷ lục khi bảo vệ hơn 200 triệu máy tính và các thiết bị Android trên toàn thế giới. Avast cũng được xếp hạng sản phẩm tải về nhiều nhất trên một số trang phần mềm lớn trên toàn cầu. AVAST Software mua lại công ty Đức secure.me và công ty cũng được trao giải thưởng "Nhà tuyển dụng tốt nhất năm 2013" của Cộng hòa Séc trong danh mục của các công ty lớn, và kết thúc năm với lợi nhuận không lồ chỉ với hơn 350 nhân viên. Giới thiệu sản phẩm mới bao gồm: Avast 2014 series, với trí thông minh nhân tạo theo định hướng công nghệ Dynagen mới; Avast SecureLine VPN (mạng riêng ảo để mã hóa và ẩn danh hoạt động web); và Avast GrimeFighter (để tối ưu hóa và đẩy mạnh chức năng máy tính).
- 2020 - Avast bị cáo buộc bán thông tin người dùng cho công ty con Jumpshot và họ đã quyết định đóng cửa công ty này.[44]